# 天平感宝
天平感寶（749年四月十四—七月初二）是奈良時代聖武天皇之年號。

## 改元
- 天平二十一年四月十四（749年5月4日）：改元天平感宝。
- 天平感宝元年七月初二（749年8月19日）：改元天平勝寶。

## 紀年
| 天平感宝 | 元年  |
| 公元     | 749年 |
| 干支     | 己丑  |

## 參看
- 日本年號索引
- 同期存在的其他政权的紀年
  - 天寶（742年正月—756年七月）：唐朝唐玄宗之年號
  - 大興（738年—794年）：渤海文王大欽茂之年號